# جزیره اوسته
جزیره اوسته (به اسپانیایی: Hoste Island) یک جزیره در شیلی است.

## خصوصیات
جزیره اوسته ۴٬۱۱۷ کیلومترمربع مساحت و virtu نفر جمعیت دارد و ۱٬۴۰۲ متر بالاتر از سطح دریا واقع شده‌است.